# Lake Dora (Western Australia)
Lake Dora är en sjö i Australien. Den ligger i delstaten Western Australia, omkring 1 300 kilometer nordost om delstatshuvudstaden Perth. Lake Dora ligger 237 meter över havet. Arean är 302 kvadratkilometer. Den sträcker sig 35,0 kilometer i nord-sydlig riktning, och 33,3 kilometer i öst-västlig riktning.
Trakten runt Lake Dora är ofruktbar med lite eller ingen växtlighet. Trakten runt Lake Dora är nära nog obefolkad, med mindre än två invånare per kvadratkilometer. Genomsnittlig årsnederbörd är 546 millimeter. Den regnigaste månaden är januari, med i genomsnitt 186 mm nederbörd, och den torraste är augusti, med 1 mm nederbörd.